# 中國移動香港

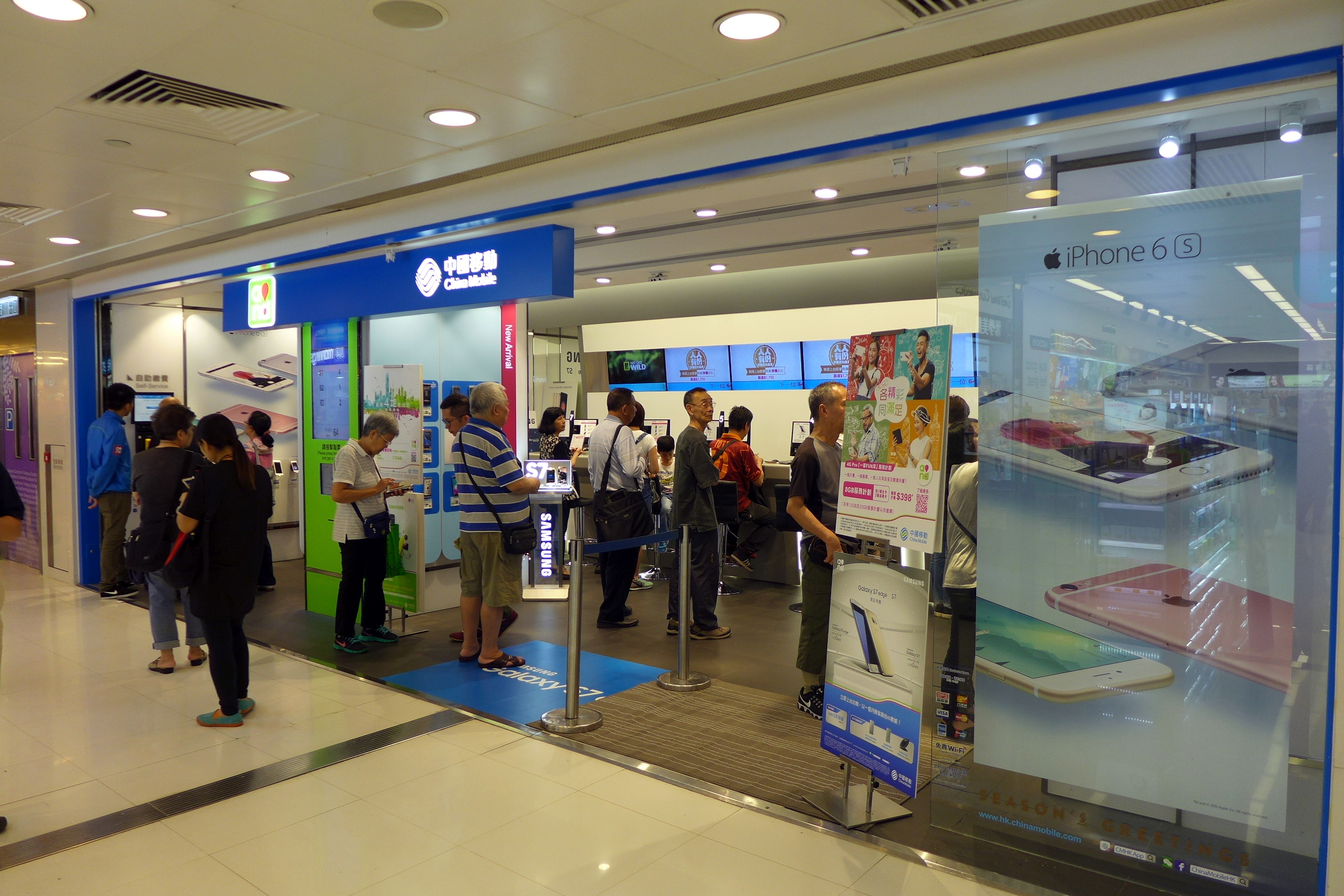
沙田廣場分店（2016年）

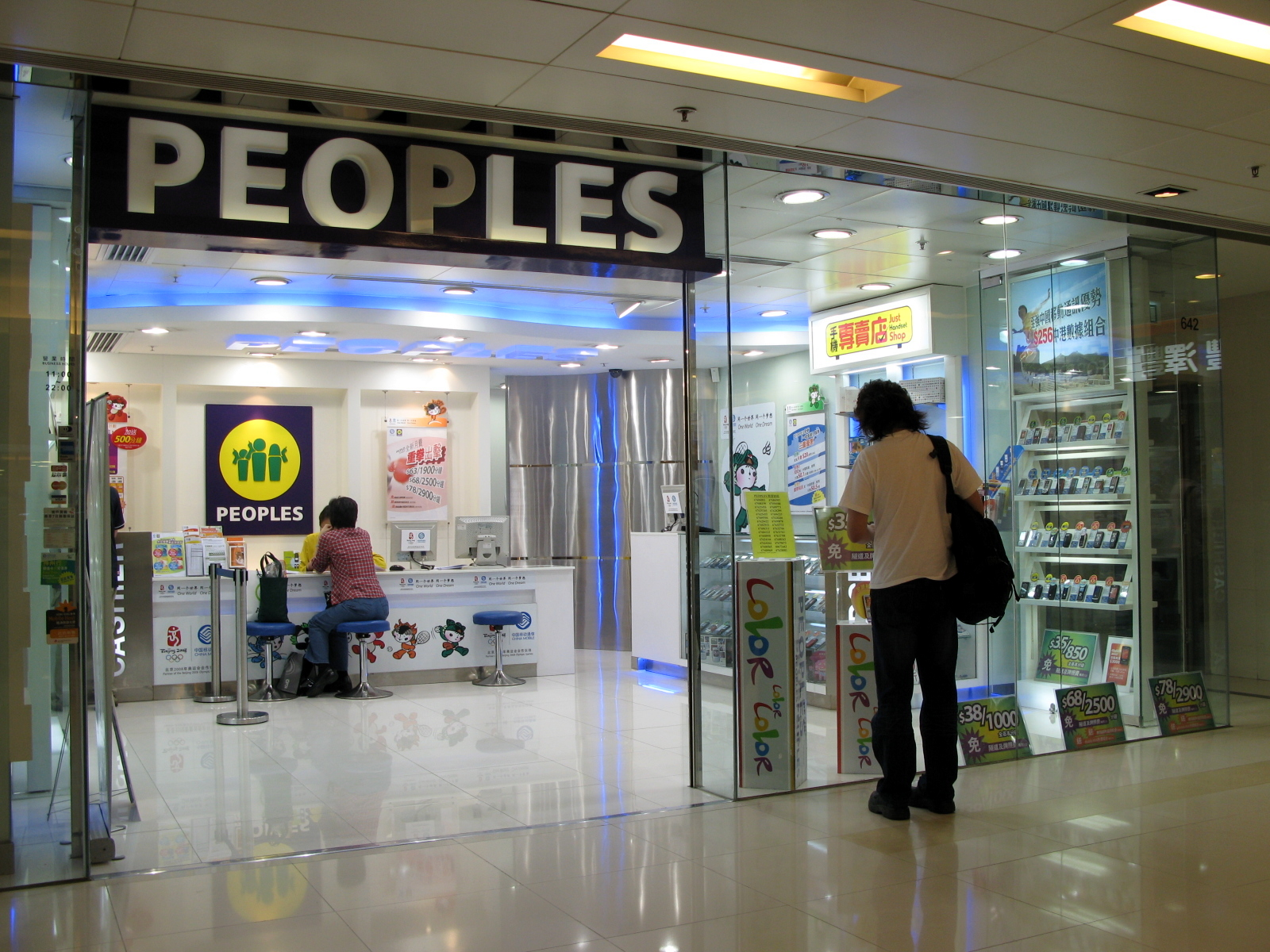
沙田新城市廣場分店（2008年）

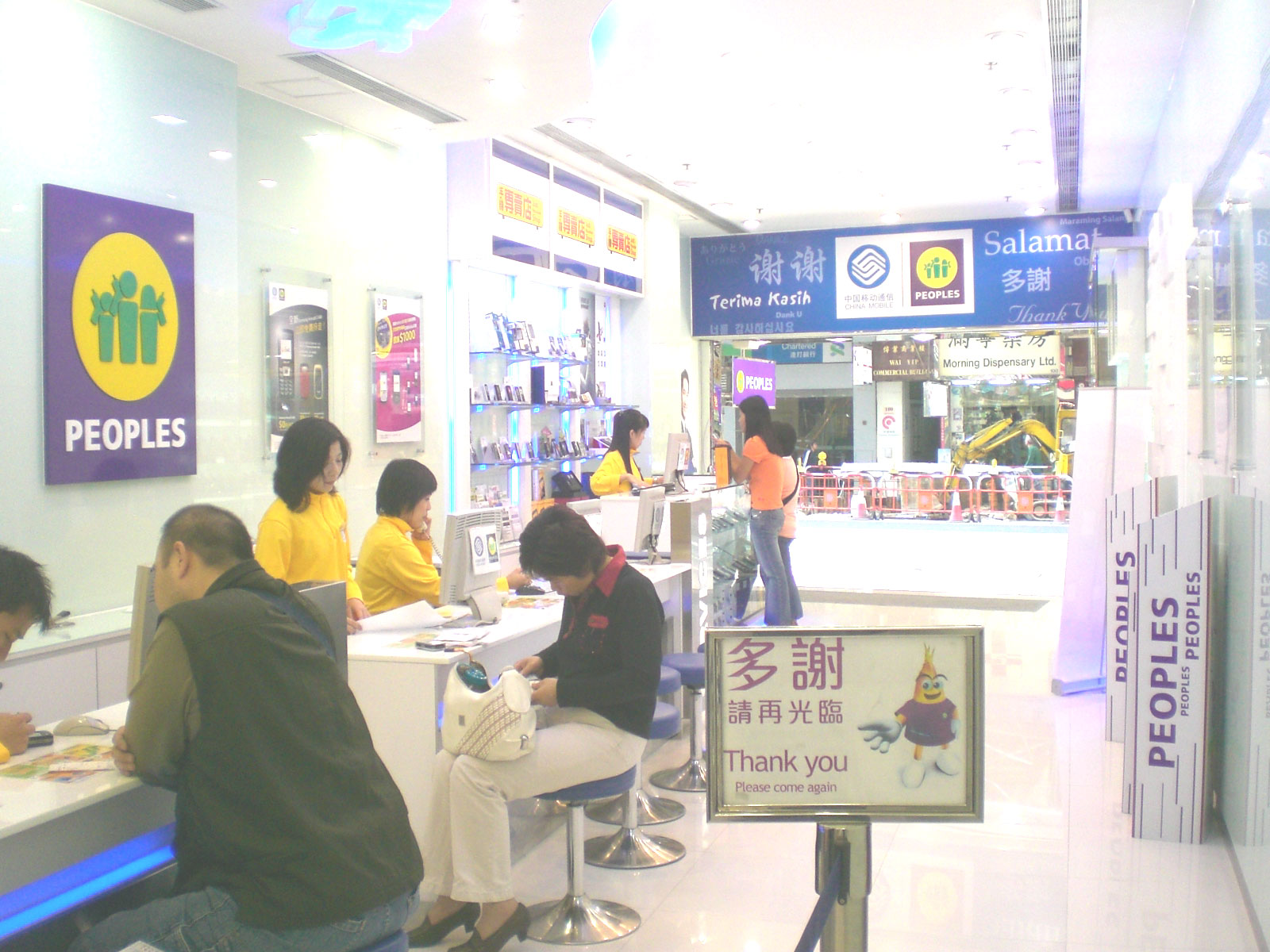
中環德輔道中分店

中國移動香港有限公司（簡稱「中國移動香港」或「CMHK」）是香港一家流動電訊網絡商，成立於1994年6月28日，現為中國移動通信集團全資附屬機構。

## 歷史
- 1997年1月，華潤集團有限公司轄下之萬眾電話有限公司，以“PEOPLES”及“萬眾電話”作為品牌正式提供服務，是全港首個以個人通訊服務（GSM-1800）網絡提供服務的流動網絡商[2]，口號為「萬眾電話 服務萬眾」
- 2004年4月1日在香港交易所主板上市，代號：0331.HK 。當時的主要股東為華潤集團（47.5%股權）及Onwel Capital Company Limited（15.7%股權）。
- 2005年10月，華潤萬眾電話被中国移动旗下的中國移動（香港）集團有限公司以每股4.55港元收購私有化，收購總值約33.84億港元，交易於2006年1月12日完成及於2006年4月更名為中國移動萬眾電話有限公司。
- 2008年12月5日，中國移動萬眾電話有限公司的註冊名稱改為中國移動香港有限公司，但繼續沿用PEOPLES作為服務品牌。
- 2012年12月10日，中國移動香港宣佈推出UTV流動電視服務，採用CMMB制式。[3]（但由於持有大氣電波的「China Mobile Hong Kong Corporation Limited」已於2013年12月20日被香港電視網絡收購，現時中國移動香港的UTV僅支援流動應用程式平台收看）。12月18日更宣佈推出全球首個TD-LTE/LTE FDD融合網絡，標誌著中國移動香港使用2300MHz頻段的TD-LTE網絡正式商用，但尚在測試階段，使中國移動香港成為全球第一家提供FDD-LTE及TD-LTE融合網絡服務的電訊商。首階段會邀請商業客戶作中國漫遊使用，並積極開發兼容LTE-FDD及TD-LTE的智能設備。
- 2013年1月15日，市場傳出中國移動香港租用電訊盈科3G及WiFi網絡，以提升其數據傳輸能力。1月19日正式推出3G Lite月費計劃。2月1日又正式推出4G/3G融合月費計劃，同時大幅度變更網頁版面，並與其帳戶管理網頁「1cm」合併。
- 2013年12月19日，推出全新企業品牌商標，將集團名稱由「中國移動通信」改為「中國移動」。商標圖形上則去除圓形的外框邊界，變得更簡潔，色彩上引入動感的淺藍色與生機活力的草綠色。注意與內地中國移動母公司不同的是，香港的標誌使用繁體中文、「and!」4G新品牌沒有漢字「和」。
- 2014年5月30日，正式銷售iPhone，並同時推出中國4G漫遊服務。
- 2014年12月9日，通訊辦公佈中移動香港以近9.74億元價錢投得A2︰1925.3 – 1930.2兆赫與2115.3 – 2120.2兆赫的成對頻段及A3︰1930.2 – 1935.1兆赫與2120.2 – 2125.1兆赫的成對頻段，合共9.8MHz X 2的2100MHz（3G）頻譜，新頻譜使用權會在 2016年10月生效，為期15年。
- 2015年9月8日，推出4G通話（VoLTE）服務。
- 2016年1月16日，推出VoWiFi服務。
- 2016年5月31日，宣佈率先完成全香港所有行車隧道的網絡提升覆蓋4G工程。[4]
- 2017年1月26日，推出家居光纖寬頻服務計劃（租用香港寬頻HKBN的網絡）。[5][6]
- 2017年9月15日，宣布發布全港首個商用NB-IoT（窄頻物聯網）網絡。
- 2017年12月6日，發布全新「飛常大灣區服務計劃」。
- 2018年3月16日，中移動香港5G聯合創新中心香港開放實驗室正式開幕，並同時宣布獲通訊事務管理局發出5G技術測試許可證。[7]
- 2018年5月9日，信和集團與中移動香港簽訂策略合作備忘錄，以NB-IoT物聯網及5G科技打造智慧城市。[8]
- 2018年8月13日，中移動香港宣布成為全港第一家完成5G網絡端到端測試的網絡商，即成功以5G網絡瀏覽互聯網內容。[9]
- 2018年9月3日，有線寬頻與中移動香港成為策略夥伴。[10]
- 2018年12月18日，中移動香港宣布成功投得905 - 910兆赫與950 - 955 兆赫的成對頻段的1800兆赫頻譜及1770–1780兆赫與1865 - 1875兆赫的成對頻段的1800兆赫頻譜，當中900兆赫更是中移動香港首次擁有的頻譜。[11][12]
- 2020年4月1日，推出5G流動通訊網絡服務。
- 2022年1月27日，中国移動香港獲得2022北京冬季奧運會的香港獨家VR VOD轉播權，成為香港首個以VR模式提供冬奧節目內容的網絡營運商[13]

## 服務計劃
中國移動香港提供2G、3G及4G數據及語音月費服務，另有多種服務例如︰中港澳跨境一卡多號，預繳IDD電話卡等；而增值服務，包括流動數據組合GPRS、飛信、長途電話、WAP、及MMS等。

### 2G計劃
2013年1月19日前，中國移動香港是香港唯一一家提供2.75G EDGE上網服務計劃的流動網絡供應商。當時的月費為98元，扣除回贈$30後便得出實際月費為$68。用戶可以作熱點分享（tethering），及免費使用Y5ZONE的WiFi，以補其網速的不足。由於技術所限，2.75G最高傳輸速度只有約259kbps，故當其他電信商（包括新世界傳動網、3香港及數碼通）推出相近的限速不限量3G上網（最高傳輸速度為384kbps-600kbps）月費計劃時，中國移動隨即流失了一批客戶。
此2G計劃於中國移動香港租用PCCW Mobile的3G網絡，並推出3G Lite月費計劃後正式完結，原先的2.75G GPRS EDGE月費計劃網頁亦已被移除。原本使用$208及$268手電通服務計劃的客戶仍能享2G流動數據無限任用，但這些2G上網計劃在2014年3月20日後全部取消。故現時只有儲值卡客戶才能以預付形式使用2G上網。

#### 限速3G計劃
2013年1月19日，即於傳出中國移動香港租用PCCW Mobile的3G網絡後四日，中國移動香港推出限速3G月費計劃，內容與其他網絡供應商的限速不限量3G上網計劃如出一轍。官方Facebook專頁指，所有中國移動香港旗下所有2G EDGE用戶均可免費透過更換SIM卡而得到升級，新的SIM卡於1月22日後陸續寄出。如屬自動升級客戶，所有舊有合約條款維持不變，即仍舊可以作熱點分享（Tethering）及使用WiFi直至合約完結。
所有新用戶如選用此限速3G月費計劃（最高傳輸速度為384kbps-1mbps），並可以如以前選用2.75G GPRS月費計劃的客戶般享用熱點分享及P2P功能（包括Bit-Torrent）。官方網站亦指此計劃現在可用於顯示屏大於7吋之裝置，換言之限速3G的數據可用於手機，可以分享予平板電腦或其他裝置。
2014年12月，用戶用限速3G會升到限速4G，傳輸速度不變。

### 3G計劃
中國移動香港並無投得香港3G牌照，這些不限速的3G數據計劃，是租用PCCW Mobile的網絡而提供。
在2013年1月31日或以前上台選用3G計劃的用戶，其3G網絡使用CSL公司網絡。這計劃現時已不接受新客上台。這些無限速3G計劃的用戶，在2013年2月1日開始，這些用戶所使用的網絡亦轉為PCCW Mobile，上網速度亦由最高的7.2Mbps升級至42Mbps。惟手機或上網設備需支援DC-HSPA+制式。 
另一種3G計劃「3GF188E」在2013年8月中開始向特選客戶推出，所謂的「特選客戶」是正在使用3G Lite（現稱Lite Data）月費計劃的客戶。中國移動香港向他們提供優惠月費（$128+$12）為他們升級轉用至下載速度理論值達42Mbps 的 HSPA+ 無限數據用量服務計劃，並包括首5GB中國漫遊數據用量（Lite Data計劃並無此優惠）。
而希望使用純3G服務（非限速，非4G）的全新客戶可選用2013年9月初推出全新的「3GF130B」計劃並配合3G/4G手機或設備使用。最初中國移動香港向簽約12個月的客戶提供優惠月費（$98+$12），9月26日推出非無限數據計劃後加價（$128+$12），與上述的3GF188E計劃相同，但全新的3GF130B計劃的數據公平使用量只有1GB，而且不包括中國漫遊數據。
而上述的「3GF188E」、「3GF130B」均於2013年11月推出4G Pro計劃後不再接受新客上台。
2015年4月18日，中國移動香港重新推出無限4G上網月費計劃。計劃收費$128+$18，首1GB本地速度（理論值42Mbps）及用途不受限制，達1GB後本地數據傳輸速度最高為每秒384kb（限速無限量上網）及不可用於熱點分享及P2P功能。計劃不能扣除中國漫遊用量；但包每月本地無限WiFi。

#### 參與競投2016年到期之2100兆赫的3G頻譜
2012底，香港通訊事務管理局宣布會在2013年10月前決定如何處理各大3G電訊商於2016年到期的3G頻譜。其中一個會考量的方案是將現時4間3G電訊商（香港電訊、CSL、數碼通、和記電訊）各3分之1的3G頻譜（每家約5MHz，共20MHz）回收重新拍賣，各電訊商旋即反對，表示會影響現有客戶體驗；但作為香港唯一沒有自家3G頻譜的電訊商，中國移動香港表示有興趣參與回收後重新拍賣的頻譜競投。受制於2013年10月的香港免費電視發牌風波，通訊局決定延遲宣布頻譜處理方案。
2013年11月15日，通訊事務管理局宣佈會抽出4家流動電訊商各三分之一的3G頻譜，在2014年底前重新拍賣，中國移動香港對政府重新拍賣現行分別由4家電訊商所持有的3G頻譜表示歡迎。
2014年12月8日,中國移動香港投得2100Mhz頻譜,發展自家3G網絡和於港鐵站發展2100Mhz的4G網絡,於拍賣中投得A2︰1925.3 – 1930.2兆赫與2115.3 – 2120.2兆赫的成對頻段及A3︰1930.2 – 1935.1兆赫與2120.2 – 2125.1兆赫的成對頻段共9.8MHz X 2（19.6Mhz）頻譜，花費九億七千零四十萬元。

### 4.5G/4G/3G融合計劃

#### 發展情況
中國移動香港於2012年4月25日在港推出自家4G LTE服務，其收費由108元至398元不等，視乎用量而定。但由於當時全港的4G覆蓋尚未完善，而中國移動香港並無香港3G牌照，故當4G用戶接收不到訊號便會跳到2G EDGE信號，上網速度急降，故不時有網民戲稱為「由天堂跌落地獄」。這種情況於2013年1月31日正式推出4G/3G融合服務計劃後理應得到改善，惟初時在中國移動香港的Facebook專頁上仍不時有用戶投訴網速不足、不能在3G網路上定位及IP位址不屬香港等問題（IP位址的地點有可能影響使用者體驗，例如不是香港的IP位址會令用戶不能收看myTV上的影片），現時已修正問題。
於2012年12月，中國移動通訊與ZTE（中興）及愛立信（Ericsson）一同推出FDD-LTE及TD-LTE雙制式網絡（TD-LTE制式由中國自行研發）。中國移動香港TD-LTE網絡採用2300MHz頻段，而FDD-LTE網絡則採用2600MHz網絡。測試結果顯示，TD-LTE網絡的上傳速度明顯比FDD-LTE差，而當時大部份品牌的手提電話均未支援2300MHz的TD-LTE網絡，即使支援亦不能自動調校網絡，因此雙制式網絡LTE距離成熟尚有一大段距離。2013年年底，中國移動香港推出兩款手機及一款Pocket WiFi，分別為Samsung GALAXY S4 LTE (i9507)、InFocus IN810、ZTE MF91S，均支援自動無縫 FDD-LTE、TDD-LTE 互換，後兩者更支持五模（參見中港共用數據），為中國移動香港的雙模4G LTE網絡的另一里程碑。
中國移動香港現時的4G LTE網絡已覆蓋港鐵的全線。。中國移動香港當初指東鐵綫及馬鞍山綫為路面鐵路，未有迫切需要鋪設4G，但有中國移動香港客戶於公司Facebook專頁中指兩條鐵路線沿途的4G訊號接收不甚穩定，在推出4G/3G融合服務計劃前會間中跳至2G EDGE網絡，為人詬病，但在現時4G覆蓋完善後已獲得改善。而有科技網站在2013年9月發現，中國移動香港已經用1800MHz LTE網絡，大致打通全港。
2013年9月26日，中國移動香港跟隨當時香港電訊市場的潮流，推出有限數據用量的4G Pro系列計劃（當時香港的電訊商在推出iPhone 5S／iPhone 5C後均借勢取消無限數據上網計劃），分1GB或5GB低高用量兩種，超出數據限額即按量收費，而非像舊計劃一樣被限速而不另收費。值得注意的是，舊有的無限計劃依然存在供新客戶上台，使中國移動香港成為當時香港唯一一家提供無限上網的電訊網絡商，官方解釋是先用價格誘因讓客戶選擇有限流量計劃，再按市場情況逐步取消無限量計劃。
2013年11月25日，中國移動香港網頁上，所有4G無限上網計劃的網頁已遭刪除，正式標誌著香港最後的手機無限上網計劃消失。
2013年12月19日，中國移動集團推出的全新企業品牌商標。而且，中國移動香港隨母公司中國移動於中國大陸正式推出4G服務後，有全新的4G服務品牌「and！」，省略了母公司同類品牌中的漢字「和」（大陸中國移動使用「and！和」）。同日，中移香港宣布率先於港鐵綫進行支援LTE 2600MHz頻譜的建設工程，2014年2月，港鐵香港站至九龍站、及其連接之海底隧道，已由2600MHz頻譜提供4G服務，並會在稍後擴展至港鐵其餘線路。再推出「2cm數據交易平台」讓客戶之間透過2cm交易平台將其計劃內包含（而又用剩）的數據用量在平台上進行自由買賣。
值得一提的是，到目前為止，中國移動香港是香港唯一一家已正式開放使用「雙模三頻」4G網絡的電訊商。「雙模三頻」是指FDD-LTE 2600MHz和1800MHz、TD-LTE 2300MHz，而香港另外一家擁有此頻譜，但沒有開放使用的是和記電訊。中國移動香港提供的TD-LTE是中國國產標準，市場相信是為來自中國的漫遊客戶服務（內地中國移動的4G使用TD-LTE 2600MHz）；但當然中國移動香港的4G客戶也可使用此網絡，而且有科技網站發現，只要有 TD-LTE 2300MHz 訊號強、而客戶的設備又支援的話，中國移動香港也會偏向收 TD-LTE 2300MHz 頻段。詳情參考下章中港共用數據服務。
2018年1月，中國移動香港宣布其流動網絡下載最高理論速度達800Mbps，惟因頻譜數量較部分流動電訊商少，所以速度上仍有差距。

#### 參與競投2021年到期之900/1800兆頻譜
2018年12月8日，中國移動香港在頻譜拍賣中分別花費5億及9億8千萬港元，成功投得905 - 910兆赫與950 - 955 兆赫的成對頻段的1800兆赫頻譜及1770–1780兆赫與1865 - 1875兆赫的成對頻段的1800兆赫頻譜，當中900MHz更是中國移動香港首次投得的頻譜。有關頻譜安排將於2021年1月12日（900MHz）生效和9月30日（1800MHz）生效，屆時中國移動香港將晉身成為第二間擁有橫跨900MHz、1800MHz、2100MHz、2300MHz及2600MHz五個頻譜的網絡商。第一間擁有五條上述頻譜的流動電訊商為3香港。

#### 與PCCW Mobile合作（2013年起）
2013年1月15日，有科技網站報道稱中國移動香港將於2013年2月起將増加租用香港叧一3G網絡商——PCCW Mobile的3G網絡，或使客戶於中國移動4G盲點時仍可使用PCCW的3G網絡，以補不足，並與其他網絡商的4G服務看齊。翌日，香港多份報章，如：明報、星島日報、文匯報等都有轉載此消息。
1月24日，中國移動香港在Facebook專頁中要求使用LG P936手機的客戶於1月25日前更新手機軟體，以配合網絡提升；又在Facebook專頁中回覆客戶留言指「如不更新，客戶使用數據之速度及體驗未能提升，甚至可能不可繼續使用服務。」，進一步印證早前在討論區出現的中國移動香港與PCCW Mobile的融合網絡最早可於1月25日提供服務的消息。
1月25日凌晨時份，有討論區會員已表示可以在未能接收中國移動香港4G網絡的情況下成功連上3G網絡，亦證實當時的網絡融合只限於使用4G micro SIM卡的客戶。
1月31日，中國移動香港舉行記者會，正式宣布在未能接收4G網絡的情況下會轉到速度可達42Mbps的3G網絡，但不肯承認是租用PCCW Mobile的3G網絡，只肯用上「和網絡商共融合作」的字眼。
2月1日，中國移動香港正式推出4G/3G融合月費計劃，使用4G網絡，網速理論值可高達100Mbps；如客戶只有3G手機或設備，亦可選用此4G/3G融合計劃享用3G網絡，網速理論值可高達42Mbps。

### 5G
2018年3月，中國移動香港獲通訊事務管理局發出5G技術測試許可證，於7月完成端到端5G網絡測試，並於10月展開28GHz的5G基站商用設備測試。
2019年11月成功投得香港不同5G頻帶，成為擁有最多5G頻譜資源的本地流動網絡營辦商之一。
2020年4月1日，中國移動香港正式推出5G服務。
中國移動香港在2021年4月獲得Speedtest在5G網絡速度上的肯定，獲得「香港2020年度第四季最快速5G網絡」的殊榮。
2021年11月，中國移動香港的5G服務客戶量已逾100萬。

## iPhone銷售
因為雙方沒有達成有關商業協議，自中國移動香港推出4G服務、及蘋果公司推出iPhone 5手機以來，iPhone 5/iPhone 5s/iPhone 5c 一直未能接通中國移動香港的4G網絡。
2014年5月22日，中國移動香港宣佈會於5月30日開始銷售蘋果iPhone 5s及iPhone 5c，推出與1GB數據計劃相同月費（$128+$12）的買機上台4G Pro 10GB數據語音計劃。公司指此後iPhone 5/5s/5c 將可支援中國及香港中國移動的4G/3G服務，並在Facebook專頁上透露會於5月30日正式推出中國TD-LTE 4G漫遊數據計劃。
2014年5月30日，中國移動香港正式銷售iPhone，並同時推出中國內地4G 漫遊服務。此後，使用iPhone 的中國移動香港客戶無須破解，便可直接使用中國移動香港的4G網絡（尤其是iPhone 5s/5c 所支援的 TD-LTE 網絡）。
2014年9月19日，中國移動香港銷售iPhone 6 及iPhone 6 Plus。

## 中港共用數據服務
另外，中國移動香港的和4G計劃客戶月費計劃中的首5GB數據用量為「中港共用」，即在首5GB用量內，公司不收取中國漫遊數據費用。理論上，因為內地中國移動的3G制式為中國自主研發的TD-SCDMA，與香港普遍購得的手機所使用之WCDMA國際制式不同，根據初時合約條款，客戶於中國漫遊時數據用量只適用於中國移動2G EDGE網絡及不適用於FTP、VoIP、P2P功能（包括BitTorrent、Peer Casting應用程式 - 如PP Stream、網絡電視等）。但有科技網站指出，其實只要客戶持有支援TD-SCDMA的設備，包括但不限於中國移動推出的手機和Pocket Wifi，就可以於中國內地使用中國移動的3G數據漫遊。
中國移動香港網頁於2013年2月1日更新後，有關中國漫遊的頁面亦出現了以下的字句：
此網絡提供TD-SCDMA制式的3G數據傳輸服務。客戶如需使用3G服務，請使用支援TD-SCDMA制式的手機。
2013年2月2日，而中國移動香港在公司的Facebook專頁中回應客戶有關中國數據漫遊的問題時，首次承認上述的技術。原文如下：
您好! 中國漫遊數據服務是支援2G/3G，如經中國移動3G (TD-SCDMA)網絡使用「數據漫遊服務」（唯須使用可支援TD-SCDMA 裝置）。
中國工信部的已於2013年12月4日向中國境內三家電訊商發出TD-LTE的牌照，內地中國移動於同年12月18日正式推出4G LTE服務。理論上，中國移動香港也有使用TD-LTE網絡，故雙方客戶互相在中港兩地漫遊期間可使用漫遊地的TD-LTE網絡。但當時不少香港科技網站在深圳等地，在收到內地中國移動TD-LTE網絡的環境下作測試，以香港SIM卡都未能接入其網絡。中國移動香港的官方解釋是雙方因為未達成漫遊協議，故未能成事。
中國移動集團於12月18日進行品牌革新後，中移香港的4G計劃合約條款有關中港數據共用的一條亦正式改為：
於中國漫遊時數據用量只適用於中國移動2G / 3G TD-SCDMA網絡及不適用於FTP、P2P功能（包括BitTorrent、Peer Casting應用程式 - 如PP Stream、網絡電視等）。中國移動3G TD-SCDMA網絡服務，取決於客戶使用適合的裝置。
所以，如果中國移動香港的客戶持有支援五模（GSM、WCDMA、TD-SCDMA、FDD-LTE、TDD-LTE）的裝置，便可以順利在香港使用本地的2G/3G/4G網絡，以及在中國大陸漫遊時使用中國移動的2G/3G/4G網絡，又因為內地中國移動對其入網之新4G手機採取「必須五模」的政策，內地中國移動的客戶在香港漫遊時，理論上亦可享用無縫2G/3G/4G網絡。
2014年5月30日，中國移動香港推出中國4G漫遊服務。配合當時推出的iPhone銷售計劃，中國移動香港列出當時可支援中國TD-LTE的機種有：Apple iPhone 5s、Apple iPhone 5c、Samsung Note3 TD-LTE（不支援 TD-SCDMA）、InFocus IN810以及 ZTE MF91S pocket Wi-Fi。而有關中港數據共用的條款亦加上：
中國內地4G數據漫遊服務適用於中國移動4G TDD-LTE制式網絡，包括1900/ 2300/ 2600MHz三個頻段，而服務需配合適合的手提裝置

## 家居光纖寬頻服務
2017年1月26日，租用香港寬頻的網絡，推出家居寬頻服務。
「家居寬頻服務計劃」備有「家居寬頻100」、「家居寬頻500」及「家居寬頻1000」三款計劃以供選擇， 分別提供100Mbps、500Mbps及1000Mbps速度的光纖到戶寬頻服務。
2019年4月，租用有線寬頻的網絡，推出家居寬頻服務。
「家居寬頻服務計劃」備有「家居寬頻1000」計劃， 提供1000Mbps速度的光纖到戶寬頻服務。

## WiFi服務
中國移動香港的3G、4G及部分2G月費計劃客戶可享有本地WiFi服務無限任用服務，因為中國移動香港是租用電訊盈科的PCCW Wi-Fi服務，在香港境內近9,000個PCCW WiFi熱點，中國移動香港客戶可選用PCCW中的無線網絡名稱（SSID）「CMCC-WEB」作WiFi上網。
CMHK WIFI 服務於2020年4月1日起終止提供服務。

## Jego
Jego為中國移動國際有限公司推出的即時通訊軟件，提供即時文字、圖片等傳訊功能。又與本地另一家流動電訊商香港電訊的傾King App類似，以VoIP技術提供應用程式直接撥通普通電話的服務，為用家提供便宜的國際通話服務。與傾King App不同的是，只要用家已付款，則無論是否中國移動的客戶均可使用此應用程式。
Jego於2018年6月10日起不再提供服務。

## 12588
12588銷售熱線為中國移動香港有限公司呼叫中心，為存量客戶及新客戶提供不同即時電話銷售服務，包括新上台業務、家寬服務、續約及升級服務等。12588銷售熱線營業時間為每天上午11時至下午8時。。

## 重大事件及爭議

### 偷設基站
2013年3月底，中國移動香港向通訊事物管理局申請在九龍城操作一個無線電基站，但由於有關用途違反地契，申請一直暫緩。5月，有公眾投訴有人在上述地點操作無線電基站，局方於是展開調查，證實訊號來自中移動。中移動解釋基站只在測試當中，但當局不接受，判罰港幣8萬元。通訊事務管理局最終否決中移動該基站的申請。

### 2017年年初兩次故障
2017年1月4日，據中國移動香港向通訊辦提供的資料，早上約11時15分，其流動電訊網絡發生故障，已即搶修，而服務於中午後陸續恢復正常。然而，根據用戶和網上討論區留言稱，早上9時電話及網絡服務已經同時癱瘓，至下午2時才恢復正常，中斷服務時間共5小時；更有用戶稱部分地區至晚上仍未能上網或打電話，故障期間大批用戶向門市職員查詢。通訊辦截至該日下午5時，共收到30宗有關的公眾查詢及投訴。
2月26日下午近2時，中移動香港的電話及網絡服務再次同時癱瘓，多名用戶手機完全沒有訊號，不能上網或打電話。不少用戶對於無法接通客戶查詢熱線，其官方Facebook專頁出現大量不滿留言；而門市再次有大批用戶到場查詢。晚上9時55分，中移動香港於官方Facebook專頁發表聲明，指有關服務已回復正常。是次故障近8小時。
中移動香港兩次均聲稱出現「電力配套故障」問題。

### eSIM卡問題
2023年10月21日，有市民接受《東張西望》訪問，表示自己發現自己的SIM卡不能使用，以及在多個電子錢包內例如WeChat Pay，八達通銀包內發現有大量不尋常交易，例如增值，轉賬，提款等等，經向銀行查詢後損失大約兩萬多元，其後該名市民在黃大仙門店向職員查詢，職員替該名市民換了一張新SIM卡，及後職員表示這一個SIM卡不屬於該名市民，其後該名發現有人在青衣某便利店使用其戶口提款及後該名市民報警求助，在訪問之後中國移動聯絡該名市民並表示該電話號碼有人在9月17日凌晨時分，在網站登記了eSIM卡，及後職員表示若想申請eSIM卡必須前往門市登記，並暫時暫停了網上登記服務，亦向該名市民賠償所有費用。